# Kraaihei-dennenbos
Het kraaihei-dennenbos (Empetro-Pinetum) is een associatie uit het verbond van naaldbossen (Dicrano-Pinion).

## Naamgeving en codering
| Leucobryo-Pinetum empetretosum Hommel et al. |

- Syntaxoncode voor Nederland (rVvN): r44Aa04
- BWK-karteringscodes: pm., ppm.

De wetenschappelijke naam Empetro-Pinetum is afgeleid van de botanische namen van twee diagnostische soorten binnen de associatie. Dit zijn kraaihei (Empetrum nigrum) en grove den (Pinus sylvestris).

## Ecologie
Het kraaihei-dennebos komt voor op zeer oligotrofe, kalkarme, relatief jonge, droge tot enigszins wisselvochtige zandgronden.

## Subassociaties in Nederland en Vlaanderen
In Nederland en Vlaanderen komen twee subassociaties van het kraaihei-dennenbos voor.
- Typische subassociatie (Empetro-Pinetum typicum)
- Subassociatie met bosbessen (Empetro-Pinetum vaccinietosum)

Orde: Vaccinio-Piceetalia (orde van naaldbossen)

Verbond: Dicrano-Pinion (verbond van naaldbossen) 

Associaties: Dicrano-Juniperetum (gaffeltandmos-jeneverbesstruweel) · Cladonio-Pinetum sylvestris (korstmossen-dennenbos) · Vaccinio-Pinetum (bosbessen-dennenbos) · Empetro-Pinetum (kraaihei-dennenbos)